# Евкаліпт реліктовий
Евкаліпт реліктовий (Eucalyptus relicta) — вид квіткових рослин родини миртові (Myrtaceae).

## Поширення
Вид має обмежений ареал на південному заході штату Західна Австралія.